# Redúvids
Els redúvids (Reduviidae) són una família extensa i cosmopolita d'hemípters predadors que pertanyen al subordre Heteroptera. Inclou les «xinxes assassines» (gèneres Melanolestes, Psellipus, Rasahus, Reduvius, Rhiginia, Sinea, Zelus), la subfamília Triatominae i els gèneres Apiomerus i Phymata, entre d'altres.
Hi ha prop de 7.000 espècies diferents de redúvids, essent una de les famílies més extenses dels heteròpters.

## Característiques

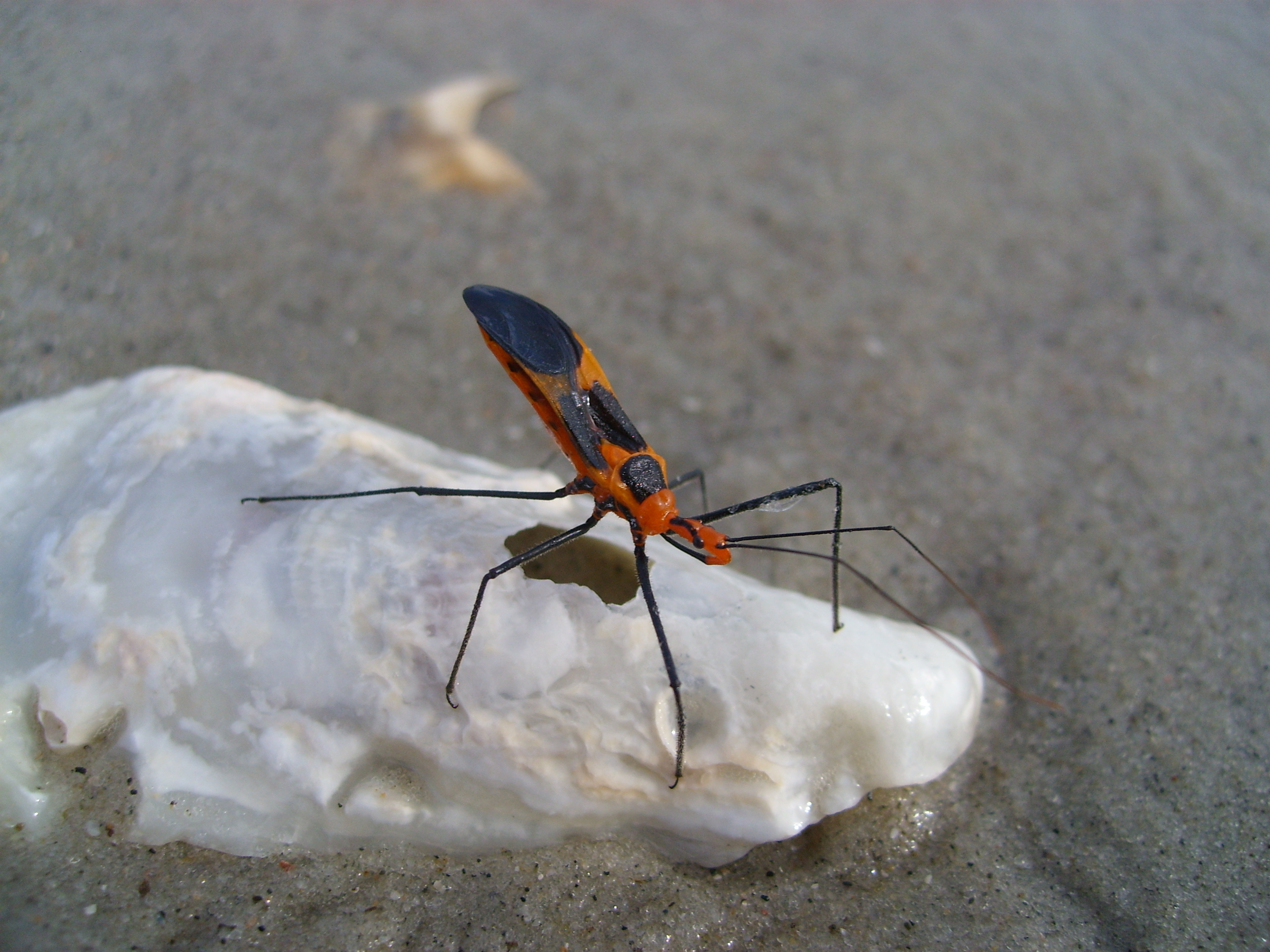
Una «xinxa assassina» de l'espècie Zelus longipes

Els adults sovint fan de 4 a 40 mm de llarg. Amb freqüència presenten un cap allargat amb un coll estret, potes llargues i un rostre o bec prominent i segmentat. Fan soroll per estridulació.

## Alimentació
Usen el seu llarg bec per injectar una saliva letal que liqua l'interior de la seva presa, que és aleshores absorbida.

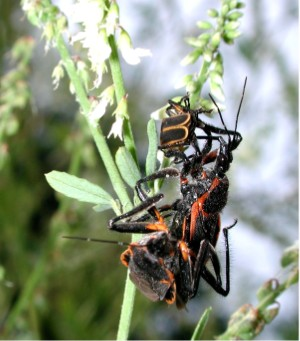
Una parella dApiomerus menjant-se un coleòpter Cantharidae

Algunes espècies mengen paneroles o puces, com és el cas del caçador emmascarat (Reduvius personatus), per la qual cosa es consideren beneficioses per als humans.

## Contacte amb humans
Moltes espècies piquen els humans i en alguns casos la picada és molt dolorosa i pot causar reaccions al·lèrgiques.
Algunes espècies succionen sang (hematofàgia), particularment les espècies del gènere Triatoma i altres membres de la subfamília Triatominae, amb hàbit de picar els teixits tous (pestanyes, ulls...) dels humans quan dormen. A Amèrica del Sud i Central algunes d'aquestes espècies transmeten un flagel·lat potencialment mortal: el Trypanosoma cruzi, causant de la tripanosomosi americana (també coneguda com a malaltia de Chagas).

## Taxonomia
La família Reduviidae inclou 25 subfamílies:
- Subfamília Bactrodinae Stål, 1866
- Subfamília Centrocnemidinae Miller, 1956
- Subfamília Cetherinae Jeannel, 1919
- Subfamília Chryxinae Champion, 1898
- Subfamília Ectrichodiinae Amyot & Serville, 1843
- Subfamília Elasmodeminae Lethierry & Severin, 1896
- Subfamília Emesinae Amyot & Serville, 1843
- Subfamília Hammacerinae Stål, 1859
- Subfamília Harpactorinae Amyot & Audinet-Serville, 1843
- Subfamília Holoptilinae Amyot & Serville, 1843
- Subfamília Manangocorinae Miller, 1954
- Subfamília Peiratinae Amyot & Serville, 1843
- Subfamília Phimophorinae Handlirsch, 1897
- Subfamília Phymatinae Laporte, 1832
- Subfamília Physoderinae Miller, 1954
- Subfamília Pseudocetherinae Villiers, 1963
- Subfamília Reduviinae Latreille, 1807
- Subfamília Saicinae Stål, 1859
- Subfamília Salyavatinae Amyot & Serville, 1843
- Subfamília Sphaeridopinae Amyot & Serville, 1843
- Subfamília Stenopodainae Amyot & Serville, 1843
- Subfamília Triatominae Jeannel, 1919
- Subfamília Tribelocephalinae Stal, 1866
- Subfamília Vesciinae Fracker & Bruner, 1924
- Subfamília Visayanocorinae Miller, 1952